# Kikuju

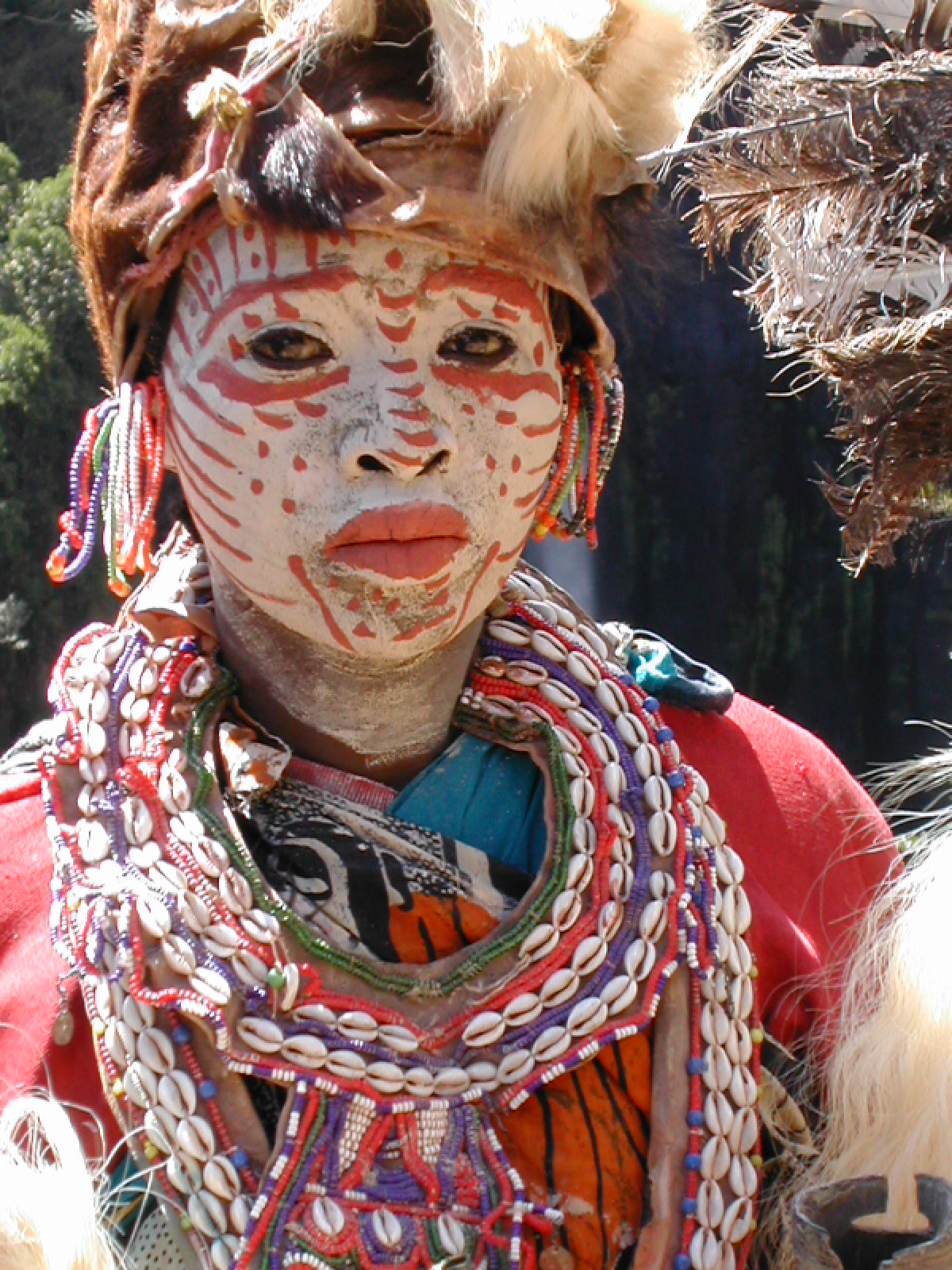
Kobieta z plemienia Kikuju

Kikuju (Kĩkũyũ, Gĩkũyũ, Gikuju) – najliczniejsza grupa etniczna Kenii. Ich ojczyzną są żyzne, centralne wyżyny Kenii, na których prowadzili rolniczy tryb życia. Ich językiem jest język kikuju, na który składają się trzy dialekty.

## Wędrówka
Na obecnie zajmowane ziemie Kikuju przybyli z północnego wschodu w XVII–XIX w. Ich gospodarka opiera się na intensywnym kopieniactwie. Uprawiają proso (główna uprawa), trzcinę cukrową, fasolę, sorgo i słodkie ziemniaki. Obecnie głównymi uprawami towarowymi są kawa, kukurydza oraz owoce i warzywa. Niektóre grupy stosują uprawę tarasową i irygację. Hodowla zwierząt ma znaczenie gospodarcze i prestiżowe: wielkość stada jest oznaką bogactwa.

## Warunki mieszkania
Kikuju tradycyjnie mieszkali w oddzielnych zagrodach rodzinnych, otoczonych żywopłotem lub częstokołem, każda żona posiadała osobną chatę. Podczas powstania Mau-Mau w latach 50. XX w. rząd brytyjski ze względów bezpieczeństwa przesiedlił cały lud do wiosek. Ekonomiczne korzyści wynikające z osadzenia w wioskach i konsolidacji gruntów spowodowały, że wielu Kikuju po okresie zagrożenia nie powróciło do swoich zagród. Jednostką społeczności lokalnej jest mbari lub njomba, patrylinearna grupa mężczyzn z ich żonami i dziećmi, której liczebność może się wahać od kilkudziesięciu do kilkuset osób. Poza mbari Kikuju dzielą się na dziewięć wielkich i wiele mniejszych rodów.

## Grupy społeczne
Kikuju dzielą się również na grupy wiekowe, stanowiące najważniejszą instytucję polityczną. Każdego roku inicjuje się grupę chłopców, która tworzy później grupę wiekową, sprawującą władzę przez 20–30 lat. Władza polityczna tradycyjnie powierzana była radzie starszych, rekrutującej się spośród najstarszej grupy wiekowej.
Kikuju byli jednym z najaktywniejszych plemion podczas walki o niepodległość Kenii. Z tego plemienia wywodziło się wielu Mau-Mau – uczestników antybrytyjskiego powstania z roku 1952. Mau-Mau dowodził Dedan Kimathi, który przyczynił się do zorganizowania ruchu oporu i doprowadził do upadku rządu kolonialnego. Później stali się ekonomiczną i polityczną elitą państwa. Do plemienia Kikuju należeli m.in.: 
- Edi Gathegi, aktor,
- Jomo Kenyatta, pierwszy prezydent Kenii,
- Uhuru Kenyatta, czwarty prezydent,
- Mwai Kibaki, trzeci prezydent,
- Dedan Kimathi, działacz niepodległościowy,
- Wangari Maathai, działaczka feministyczna i ekologiczna, założycielka Partii Zielonych Kenii – Mazingira, laureatka Pokojowej Nagrody Nobla
- Meja Mwangi, pisarz i filmowiec,
- John Ngugi, lekkoatleta,
- Catherine Ndereba, lekkoatletka,
- George Saitoti, dwukrotny wiceprezydent Kenii,
- Ngũgĩ wa Thiong’o, kenijski pisarz piszący obecnie wyłącznie w języku kikuju i suahili,
- Douglas Wakiihuri, lekkoatleta,
- Samuel Wanjiru, lekkoatleta,
- ojciec Toma Morello, amerykańskiego gitarzysty zespołów Rage Against the Machine i Audioslave.

## Religia
Tradycyjna religia Kikuju jest monoteistyczna, oparta na kulcie boga Ngai, który mieszka na świętej górze Kirinyadze.